# Ключът с деветте брилянта
Ключът с деветте брилянта е книга от българския писател Цветан Ангелов.

## Издания
Издадена за първи път през 1966 г. и преиздавана от издателство „Народна младеж“ през 1971 г. и от издателство „Отечество“ през 1988 г.

## Връзки с други произведения на автора
Книгата е своеобразно продължение на повестта „Златотърсачи“, завършена една година по-рано, като част от персонажите от „Златотърсачи“ са герои и на „Ключът с деветте брилянта“. Място на действието е сходно с това на романа „Честна дума“.

## Сюжет
Внимание:  Текстът по-долу разкрива сюжета на произведението (или части от него)!
Главни герои на книгата са две момчета – Павантал и Камзахас, като имената им са нарочно подбрани за дават допълнителна загадъчночност на повестта. В края на книгата става ясно, че странните имена са образувани от трите имена на момчетата, Камзахас – Камен Захариев Асенов, Павантал – Павел Антонов Алексиев.
Книгата разказва за приключенията им по време на една смяна в пионерски лагер в полите на Рила, някъде в околностите на Боровец, преследването на отрицателния герой с прозвище „Черния“, разкриването на неговите тайни и истинската му идентичност. Повестта има много сходства с излязлата няколко години по-рано „Честна дума“, освен общото място на действие – пионерския лагер, някои от персонажите, например пазачът „Тодор Керкенеза“, а и това, че отрицателните герои са със сходно прозвище, в единия случай „Черния“, в „Честна дума“ – „Розовия“. Само че, докато „Честна дума“ е много по-политически украсена (съревнованията между пионерските отряди, другарския съд над провинилите се, конспираторът агент, опитващ се да отрови водите на Рила), то „Ключът с деветте брилянта“ е истински приключенски роман, с много по-реалистични герои, в който пионерският лагер е само фон на случващото се, а и както се оказва накрая, така нареченият враг е всичко друго, но не и отрицателен герой.